# Sierra de Leyre
La sierra de Leyre o de Leire es una cadena montañosa que limita Aragón con  Navarra (España). Es la primera sierra prepirenaica y se ubica en el noreste de la Comunidad Foral. Con 30 km de longitud tiene una orientación este-oeste.
Se alza sobre el valle del río Aragón, por encima del llamado canal de Berdún que recoge las aguas del embalse de Yesa. Sus cumbres más importantes son Escalar, de 1302 m s. n. m., y Arangoiti, de 1353 m s. n. m. Otro accidente geográfico reseñable es el de la Foz de Lumbier, profunda y estrecha brecha por la que pasan las aguas del río Irati una vez que se ha unido a las del Salazar. 
En las faldas del Arangoiti se ubica el monasterio de Leyre uno de los más relevantes monasterios románicos navarros que data del siglo VIII, y en el extremo occidental la ermita de la Trinidad.
Junto con las sierras de Urbasa, Andía, Perdón, Alaiz e Izco forma una frontera geomorfológica y climática entre la Navarra atlántica y alpina, por un lado, y la mediterránea por otro.
La sierra forma un pasillo entre Navarra y Aragón, paso histórico utilizado por los que han pasado de un reino al otro. Por él pasa el Camino de Santiago que, siguiendo la variante tolosana, cruzaban el pirineo por Jaca. Los valles que dan acceso a las cumbre pirenaicas, en los que el pino ha sido explotado desde tiempos remotos, se conformaban alrededor de los ríos que servían de vía de comunicación y de extracción de esa madera, que representaba la riqueza para la comunidad asentada en los mismos. Estos ríos eran recorridos por los navateros o almadieros que transportaban los grandes troncos hasta los lugares designados para su transporte por tierra. La construcción de los pantanos, como el de Yesa, puso fin a este tipo de transporte.
A sus pies pasa la Cañada Real de los Roncaleses, que una vía agropecuaria utilizada por los pastores del valle del Roncal y del de Salazar, cogozantes del aprovechamiento de las Bardenas Reales, para dirigir sus rebaños a invernar en ellas. Este camino parte del puerto de Laza, entre los valles de Roncal y Salazar, y llega a la ermita de la Virgen del Yugo, en Arguedas, en plena Bardena, y coincide con la ruta de gran recorrido GR-13.

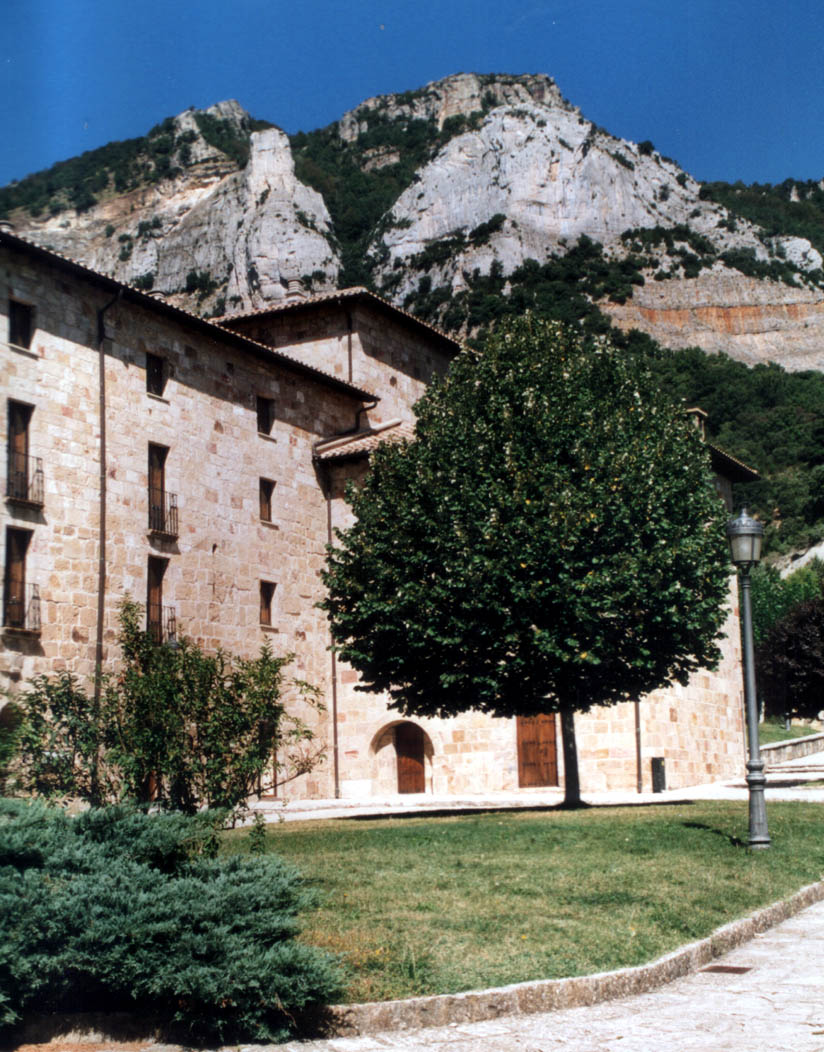
Monasterio de Leyre.

## Composición geológica
La extensa cuenca comprendida entre la depresión del Ebro y el Pirineo compuesta por depósitos de los periodos secundarios y terciarios, de origen marino, tiene en los montes que conforman la sierra de Leyre un importante y relevante accidente geográfico y estructural.
La sierra corre en dirección este-oeste, y consta de dos alineaciones paralelas, en cuya depresión central se asientan Bigüezal y Castillonuevo; en sus estribaciones nortes forma las sierras de Illón, con su máxima altura en el Borreguil (1420 m s. n. m.), y el Idocorry. Tres ríos, el Esca, el Salazar y el Irati, atraviesan las cadenas montañosas formando unos valles muy abruptos, que se conocen con el nombre de foz, y que desde el punto de vista paisajístico y natural tienen gran importancia. Las foces que se forman son las de Burgui, Arbayún, Aspurz y Lumbier.
Los terrenos están formados por calizas y dolomías, estas muy arenosas, que pertenecen al Cretácico Superior, junto con dolomías y calizas del Paleoceno, y calcarenitas con alveolinas y nummulites del Eoceno. Se dan estructuras de flysch plegados y bufantes en dirección sur que, en ocasiones, llegan a fallarse. Las calizas, al ser arenosas, no se prestan al desarrollo kárstico. Los fenómenos de este tipo coinciden con fallas.
Esta zona está afectada por la tectónica pirenaica con estructuras de poco espesor y plasticidad. Las calizas son las que conforman el núcleo de la estructura y resisten la erosión. El anticlinal principal se sitúa al sur, al este se forman una serie de anticlinales más complicados que llegan a fallarse y a ser cabalgantes.
Morfológicamente son muy relevantes la foz de Arbayún y el farallón que se abre sobre la canal de Berdún así como el abrupto final de la sierra por la parte sur. Esta cara de la sierra tiene dos partes diferenciadas, la inferior, con un desnivel de 600 m desciende hasta el cauce del Aragón y está compuesto por magnas y el superior, compuesto de calizas arenosas, tiene un desnivel de 300 m.

### La foz de Arbayún
Este corte espectacular que el río Salazar realiza en la roca tiene una longitud de 6 km y una profundidad máxima de 385 m. En 1975 el ICONA lo incorpora en el Inventario Nacional de Paisajes Sobresalientes. Sus paredes son verticales y con mucha vegetación con gran variedad y riqueza florística. Es una importante zona de ornitológica en donde se asienta la más importante colonia de buitre común del Pirineo. Entre sus fauna destaca, además, el águila real, alimoche, halcón peregrino, águila perdicera, paloma zurita, chovas, búho real, avión roquero, vencejo real, etc. y entre los mamíferos el jabalí, zorro, tejón, fuina, gato montes, gineta y comadreja, y más escasos pero presentes, nutrias y corzos.

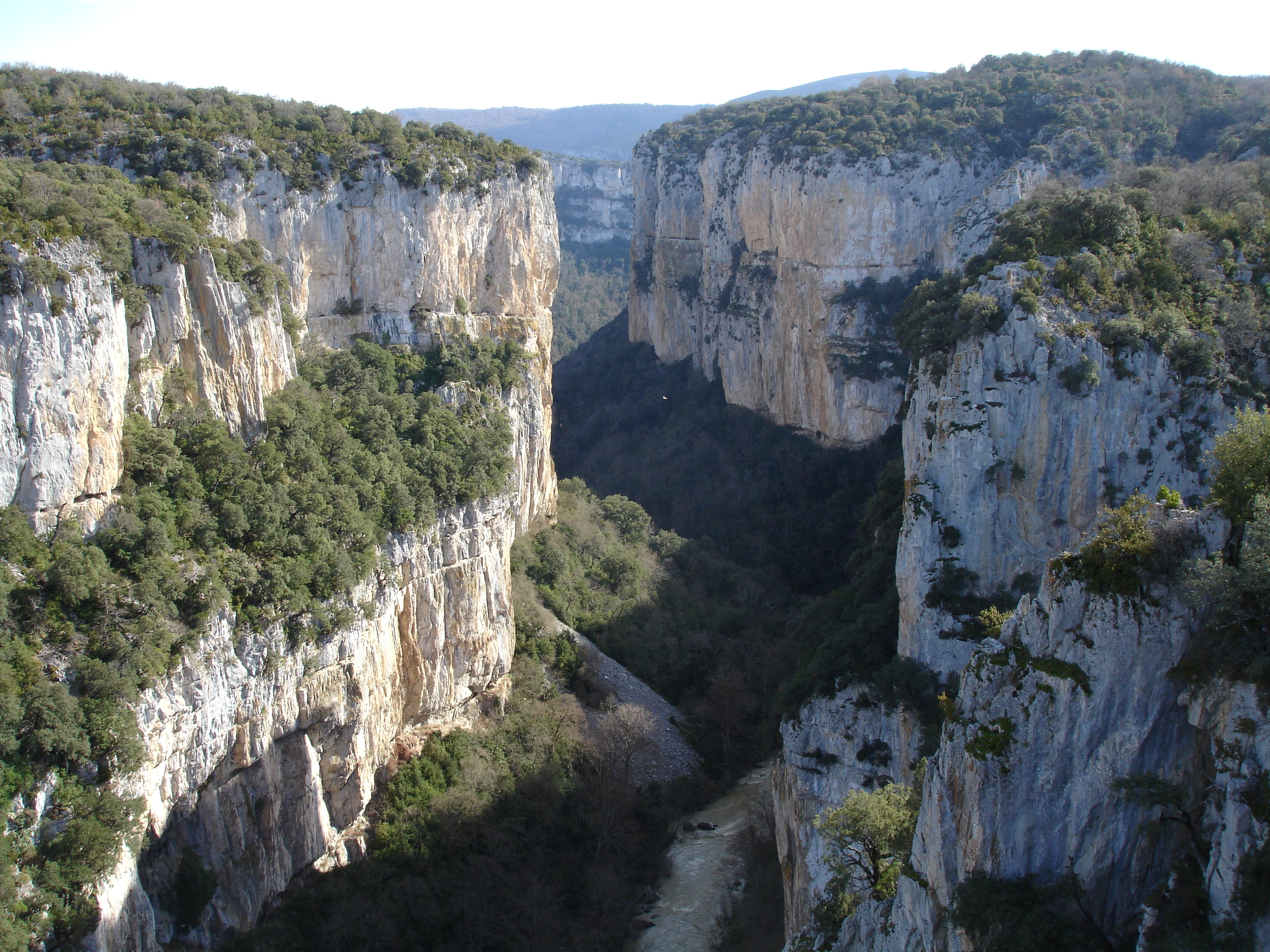
Foz de Arbayún desde el mirador de la carretera
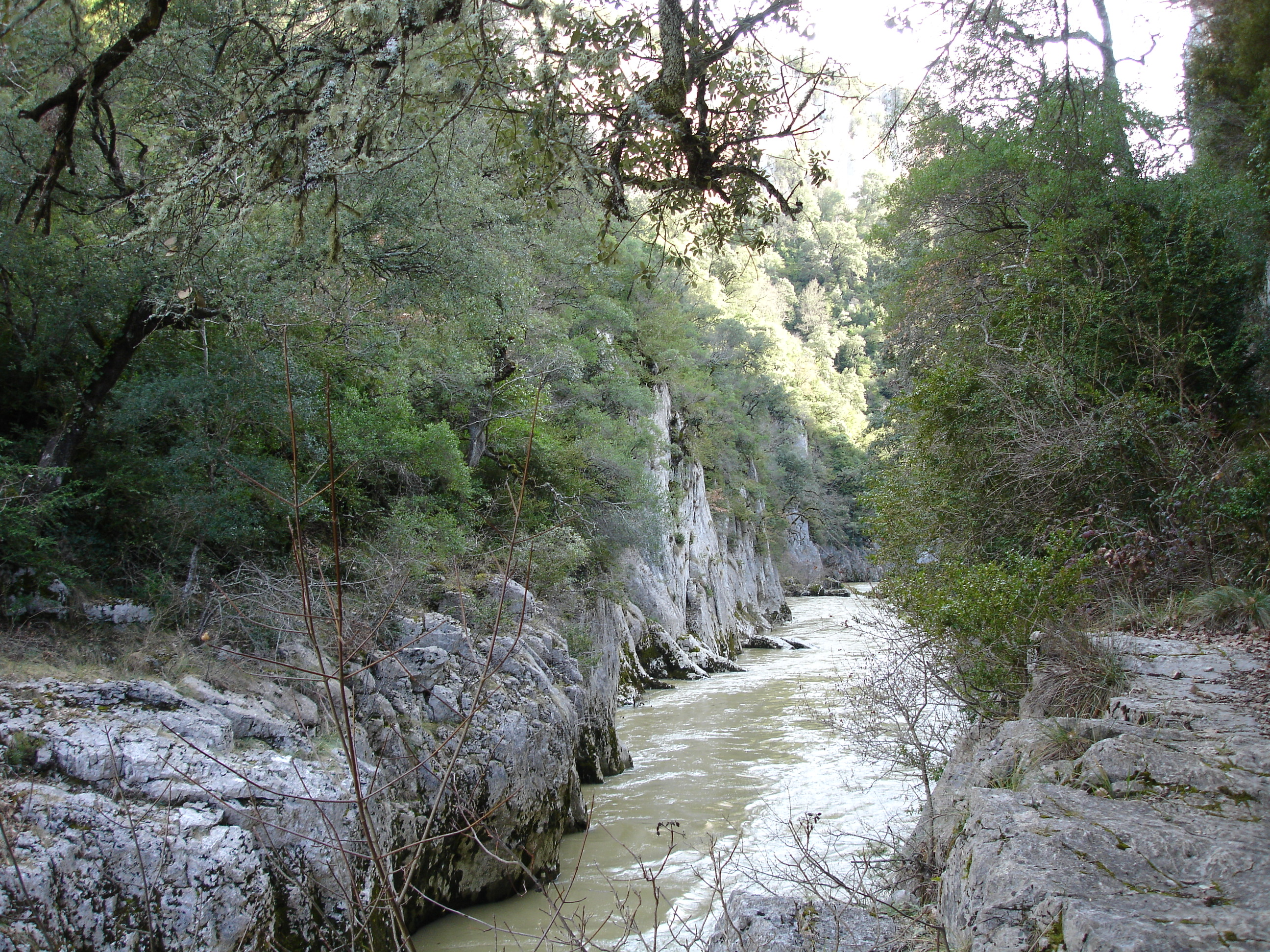
Río Salazar
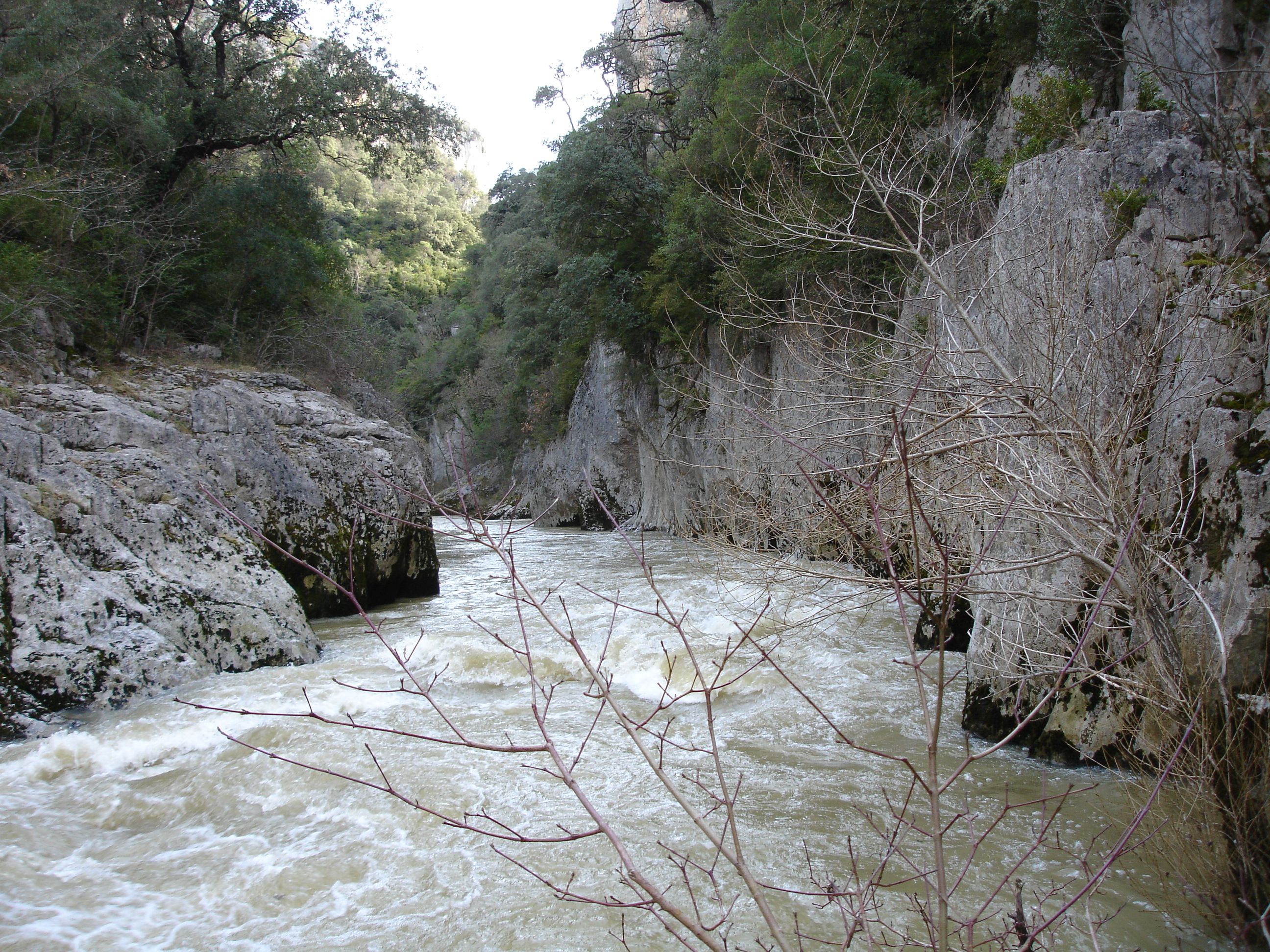
Río Salazar
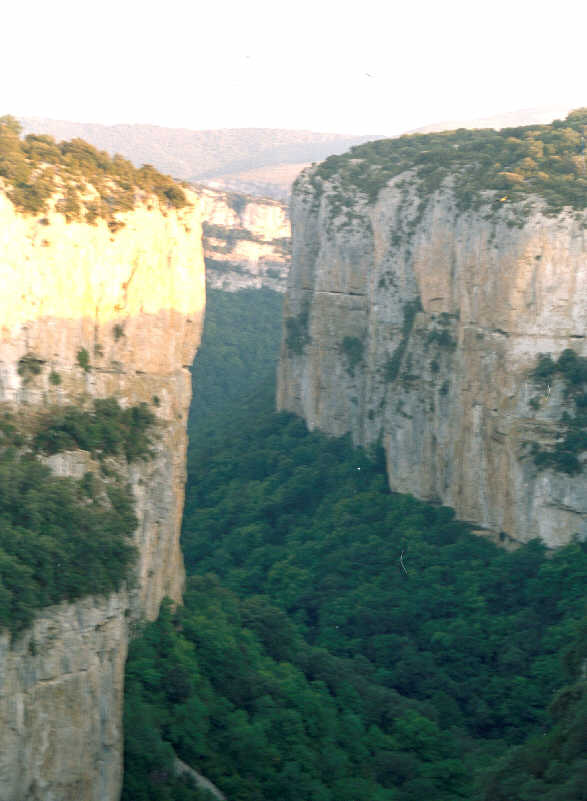
Foz de Arbayún desde el mirador de la carretera de Lumbier a Navascués

### La foz de Lumbier
Con algo más de un kilómetro de longitud y un desnivel de 120 metros desde el río Irati este abrupto paso de verticales paredes recoge en ellas una de las más importantes área de nidificación de Navarra estado protegida bajo la figura de Reserva Natural. Abundan buitres, chovas piquirrojas, alimoches, vencejos reales, grajillas, roqueros solitarios, aviones roqueros y palomas bravías. La vegetación la componen carrascas, sabinas, bojes y hiedras que surgen los diferentes asientos de la paredes.
El ferrocarril de Pamplona a Sangüesa atravesaba este paraje mediante dos túneles, desaparecido el servicio ferroviario la vía ha sido convertida en pista.

## Flora y Fauna

### Flora
La proximidad de la sierra al Pirineo y su pertenencia a la cuenca mediterránea hace que se convierta en límite entre ambos sistemas. En sus bosques abundan especies como hayas y pinos royos así como el abeto pirenaico, el bosquejo de esta especie situado en el barranco de Basari en Burgui es el más meridional de la península ibérica.

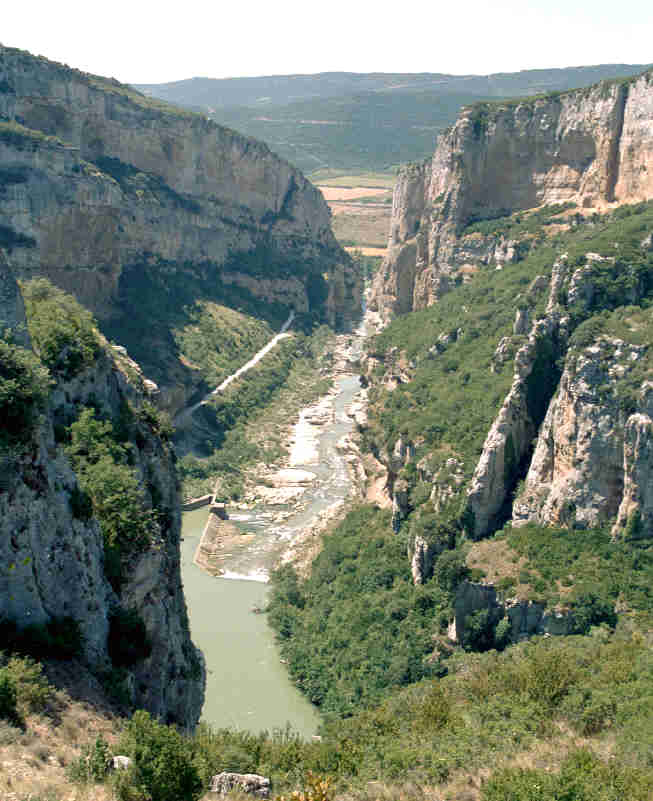
Foz de Lumbier.

En el interior de las foces se forman un bosque de ribera muy rico y diverso. En él abunda los tilos, fresnos, arces, serbales, avellanos y olmos. En las repisas que se forman en las paredes de las foces habitan algunas especies relevantes por su carácter endémico o por su posición biogeográfica extremada, algunas de ellas son la Saxifraga longifolia, la Sarcocapnos enneaphylla, la Saponaria glutinosa y la Petrocoptis hispanica. En las vertientes del mediodía abundan los encinales, robledales, carrascales y quejigales, mientras que la del norte están cubiertas por pino albar y algunos restos de hayas a las que han sustituido junto al quejigal, esta expansión ha tenido un acicate por la rentabilidad que el pino produce a los habitantes de los pueblos de la zona.

### Fauna
En la sierra de Leyre se dan características que ayudan a que la riqueza avícola sea importante. Las abruptas foces permiten que en sus paredes aniden muchas aves rapaces. En la foz de Arbayún se ubica la mayor colonia de buitres leonados de todo el territorio navarro y la segunda de la península ibérica atendiendo al número de parejas que anidan en ella. Junto a los buitres se han censado alimoches, quebrantahuesos (Gypaetus barbatus) releavnte por estar en peligro de extinción, águilas culebreras y águilas calzadas. En otras foces, como la de Lumbier, hay constancia de la existencia de búho real, de chova piquirroja y halcones peregrinos también se pueden ver águilas reales. En los río se ven sin dificultad nutrias.

### Espacios protegidos
En la sierra de Leyre hay una superficie total protegida de 1359 ha divididas en tres zonas diferentes que corresponden a tres foces. Esta protección se realiza en las principales gargantas fluviales en donde se dan las más importantes áreas de nidificación. Estas son las siguientes
- Foz de Lumbier con 40 ha protegidas.
- Foz de Arbayún con 1164 ha protegidas.
- Foz de Burgui con 155 ha protegidas.

No hay una figura que proteja al conjunto de la sierra aunque hay proyecto de realizar un parque natural de una extensión de más de 40.000 ha.

## Recursos turísticos
En la propia sierra y en sus alrededores hay singulares e importantes monumentos religiosos, civiles y militares. En la propia sierra está enclavado el monasterio de Leyre que tiene la más relevante construcción del románico navarro y panteón real de los reyes del reino de Pamplona Najera, cerca, ya en Zaragoza, está el monasterio de San Juan de la Peña también románico y panteón real de los reyes de Aragón, entre sus muros se guardó el Santo Grial por mucho tiempo, según dice la leyenda. El castillo de Javier cuna en 1500 del Francisco de Javier cofundador, junto a Ignacio de Loyola, de la Compañía de Jesús. Sangüesa, capital de esta comarca, guarda un importante patrimonio monumental y a pocos kilómetros el pueblo natal de Fernando el Católico, Sos del Rey Católico, rey de Aragón y coautor, junto con su mujer Isabel la Católica, de la unidad entre los reinos de Castilla y Aragón*.

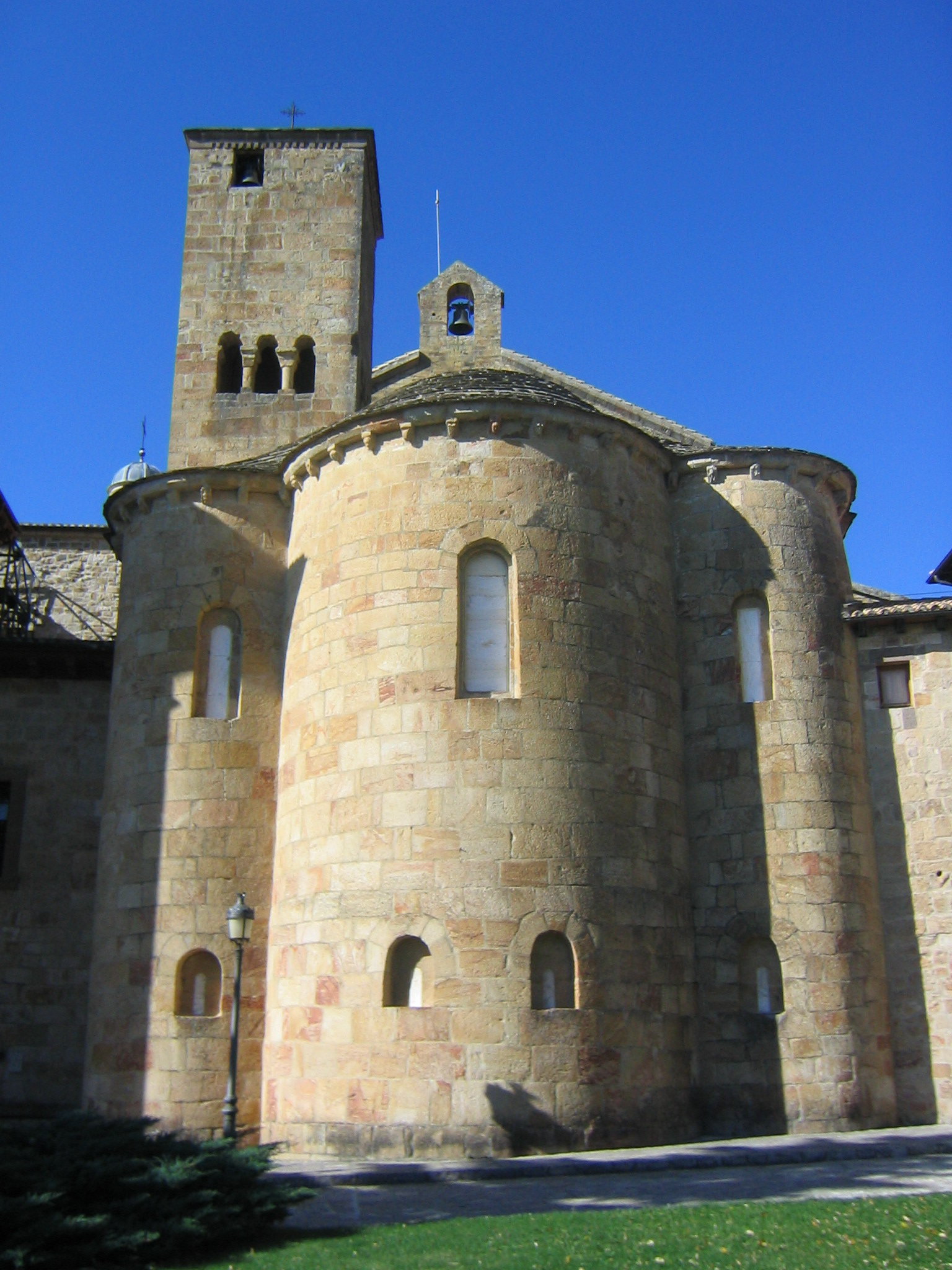
Monasterio de Leyre, ábside y torre.
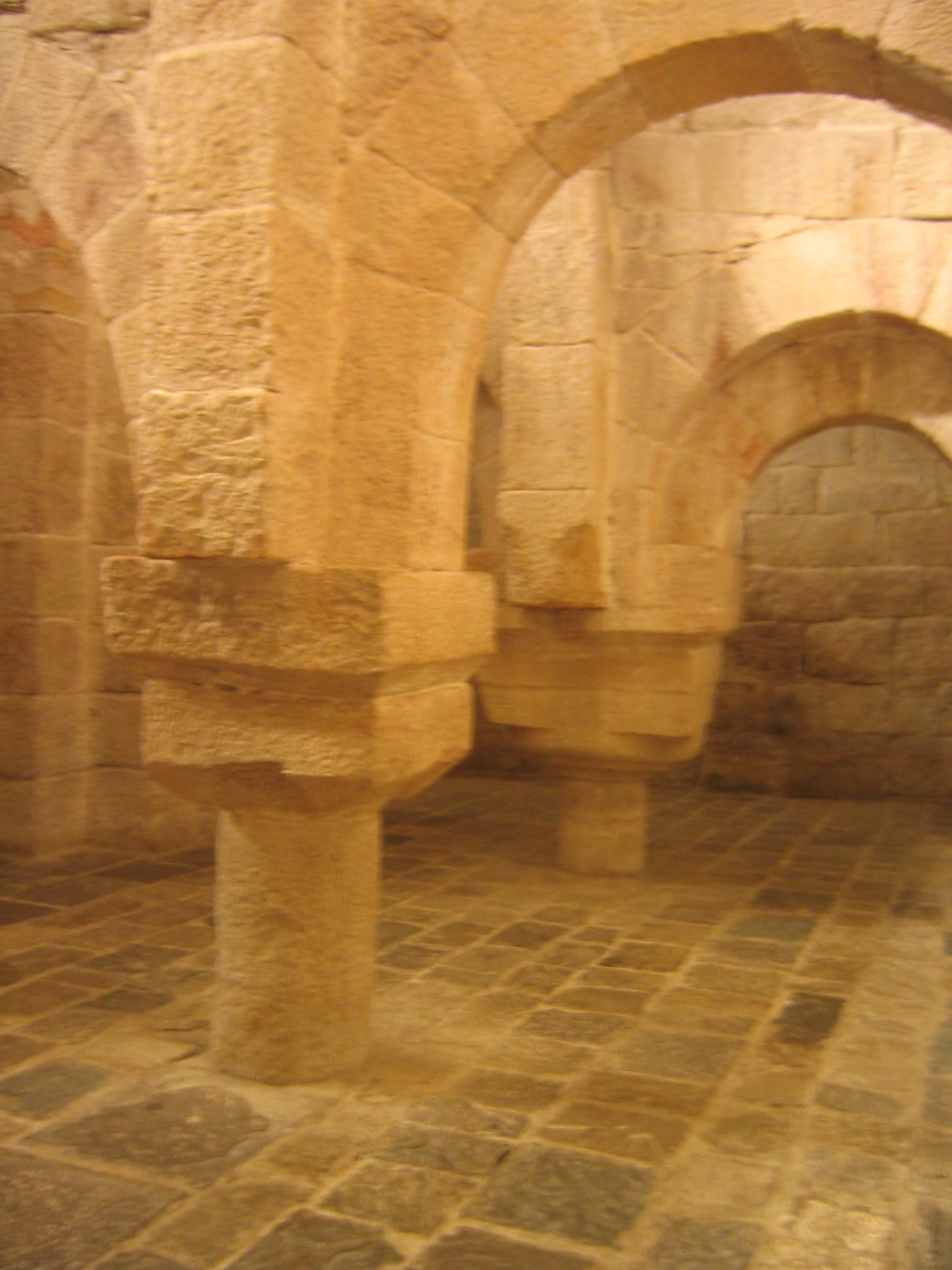
Monasterio de Leyre, cripta.
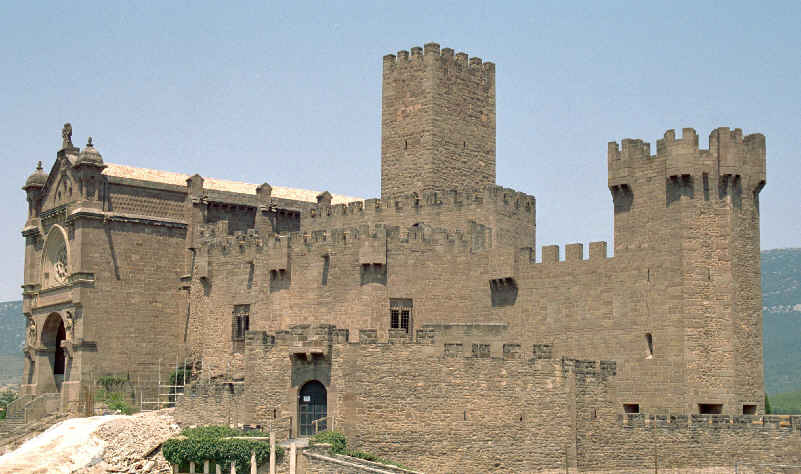
Castillo de Javier.
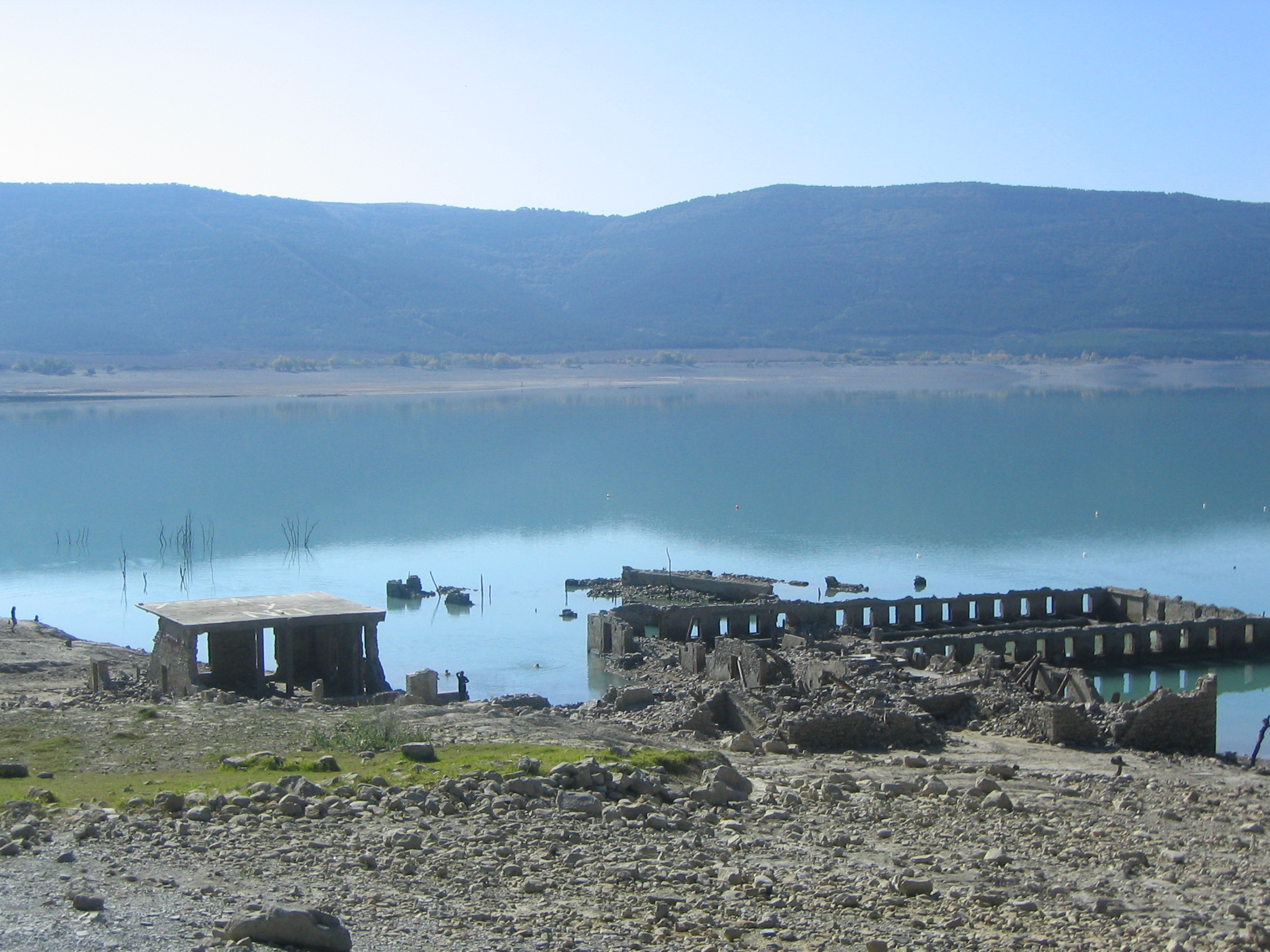
Vista parcial del embalse de Yesa. En primer plano, la zona del Balneario de aguas termales de Tiermas inundada.

La riqueza natural queda descrita con la sierra, en ella se pueden realizar varios recorridos significativos como la subida al Castellar desde el monasterio de Leyre. El embalse de Yesa, conocido como el mar del Pirineo posibilita la práctica de diferentes deportes náuticos y la pesca.

### Ascensión al Castellar
Uno de los recorridos más típicos de este sierra es la ascensión al monte Castellar de 1286 m de altitud partiendo desde el monasterio de Leyre y siguiendo la Cañada Real de los Roncaleses (GR-13). Poco después de comenzar la ruta, un desvió a la izquierda nos lleva a la Fuente de San Virila. Dejamos esta alternativa para seguir adelante hasta una ruinas de una borda o refugio. Se asciende por el bosque y se cruza la pista que comunica con las canteras que se abrieron para la construcción del pantano de Yesa. Siguiendo la cañada, en fuerte pendiente, llegamos hasta el Portillo de La Cerrada, también llamado collado de Leyre. Sobre el collado, a la izquierda, se levanta las peñas del Castillar, nos dirigimos hacia la izquierda para rodeándolas ascender por un sendero bien señalado hasta la cumbre.